# Procura-se um Marido (romance)
Procura-se um Marido é um livro de romance chick lit de autoria da escritora brasileira Carina Rissi. Publicado em outubro de 2012 pela Verus, a obra retrata a história de Alicia, uma jovem rica que vive sem preocupações, até a morte do avô, sua única família. Ele a excluí de sua herança, a menos que ela se case.  
A adaptação cinematográfica do livro foi lançada em novembro de 2022, pela plataforma de streaming de vídeos HBO Max.

## Enredo
Alicia, uma jovem rica que sempre aproveitou as vantagens do dinheiro com badalação e luxos, vê sua vida mudar drasticamente após a morte do seu avô - sua única família. Ela se choca ao descobrir que ele a excluiu da sua herança, por supostamente não ter maturidade o suficiente para assumir seu império, a menos que esteja casada há pelo menos um ano. Avessa a ideia do casamento, Alicia começa a trabalhar em uma das empresas fundadas pelo avô, a L&L. Ela até tenta viver uma vida como uma trabalhadora honesta, mas não satisfeita com o salário baixo e por ter que 
utilizar ônibus, passa a idealizar um plano para arranjar um marido de aluguel e conseguir ter acesso ao dinheiro. Com isso, Alicia entrevista diversos candidatos para o cargo de marido de mentira, até que Max, um dos funcionários da L&L, responde ao anúncio porque precisa de uma esposa para concorrer a uma promoção na empresa. Então, os dois, ainda que já tenham se desentendido anteriormente, firmam um acordo para fingirem estar em um relacionamento.

## Personagens
Principais
- Alicia Moraes de Bragança e Lima
- Maximus "Max" Cassani
- Sr. Narciso Moraes de Bragança e Lima, avô Narciso

## Adaptação
Uma adaptação cinematográfica de Procura-se um Marido, estreou em 25 de novembro de 2022 na plataforma de streaming HBO Max, sob o título de Procura-se. Produzido por Fernanda Mandriola e Nataly Mega, da Framboesa Filmes, o filme é dirigido por Marcelo Antunez e possui roteiro assinado por Guilherme Ruiz, Carolina Minardi, Alessandra Ruiz e Angélica Lopes. A produção é estrelada por Camila Queiroz e Klebber Toledo como os protagonistas, Alicia e Max, respectivamente. Além destes, Jonas Bloch, Noemia Oliveira, Leonardo Franco, Pedro Novaes, Werner Schünemann, Dedina Bernardelli, Kizi Vaz e Charles Paraventi, entre outros, integram o elenco.